# Franz Steuter
Franz Steuter (* 1. April 1905 in Weipert; † unbekannt) war ein deutscher Bankkaufmann und Parlamentsabgeordneter der DDR-Blockpartei Liberal-Demokratische Partei Deutschlands (LDP oder später LDPD).

## Leben
Steuter arbeitete nach dem Besuch der Volksschule als Bankkaufmann und wurde 1940 zur deutschen Wehrmacht einberufen. Nach dem Ende des Zweiten Weltkrieges wurde er 1946 Leiter des Rechnungswesens beim Ernährungsamt Berlin-Friedrichshain. 1949 erfolgte seine Beförderung zum Magistratsdirektor bei der Abteilung Finanzen. Am 20. Februar 1953 übernahm Steuter die Leitung der Magistratsabteilung Kommunale Wirtschaft Groß-Berlin.

## Politik
Steuter wurde Mitglied der in der Sowjetischen Besatzungszone neugegründeten LDPD.
In der Wahlperiode von 1954 bis 1958 war Steuter als sogenannter Berliner Vertreter Mitglied der LDPD-Fraktion in der Volkskammer der DDR.